# Dubrowna (obwód grodzieński)
Dubrowna (biał. Дуброўня, Dubrounia; ros. Дубровня, Dubrownia) – wieś na Białorusi, w obwodzie grodzieńskim, w rejonie lidzkim, w sielsowiecie Dubrowna, nad Niecieczą i w pobliżu Lidy.
Przez wieś przebiega wschodnia obwodnica Lidy.

## Historia
W XIX i w początkach XX w. folwark położony w Rosji, w guberni wileńskiej, w powiecie lidzkim.
W dwudziestoleciu międzywojennym wieś leżała w Polsce, w województwie nowogródzkim, w powiecie lidzkim, w gminie Lida. W 1921 miejscowość liczyła 208 mieszkańców, zamieszkałych w 42 budynkach, wyłącznie Polaków. 203 mieszkańców było wyznania rzymskokatolickiego i 5 prawosławnego.
Po II wojnie światowej w granicach Związku Sowieckiego. Od 1991 w niepodległej Białorusi.